# 176711 Canmore
176711 Canmore è un asteroide della fascia principale. Scoperto nel 2002, presenta un'orbita caratterizzata da un semiasse maggiore pari a 2,3397240 UA e da un'eccentricità di 0,0650409, inclinata di 6,67439° rispetto all'eclittica.